# Schenefelder TC
Der Schenefelder Tennisclub von 1972 e. V., kurz STC, ist ein Tennisverein in Schenefeld im Südwesten Schleswig-Holsteins. 
Der STC  bestreitet seine Punktspiele im Hamburger Tennisverband, da die Stadtgrenze zu Hamburg-Sülldorf nur wenige Meter entfernt ist.

## Geschichte
Gegründet wurde der Verein 1972 mit erst 4, später 6, dann 9 Außenplätzen. Ende der 1980er Jahre kamen dann ein weiterer Außenplatz sowie die vereinseigene 3-Feld-Tennishalle dazu. Der Verein hat (Stand 2021) etwa 420 Mitglieder, 110 davon sind Jugendliche.
Überregional wurde der STC durch den Aufstieg seiner Herren-Mannschaft in die 2. Bundesliga im Jahr 2002 bekannt. Es erfolgte allerdings der sofortige Wiederabstieg. Im Jahr 2005 absolvierte die Mannschaft eine weitere Saison in der 2. Bundesliga. Danach zog sich der Hauptsponsor zurück und das Team zerfiel. Zu diesem Zeitpunkt zählte der STC mit seinen 4 Herrenmannschaften (2. BL, Nordliga, Oberliga, Verbandsklasse) sowie mit seinen 3 Damenmannschaften (Nordliga, Oberliga, 2. KL) mit zu den sportlichen Aushängeschildern des Kreises Pinneberg.
Anfang der 2020er Jahre befindet sich der STC wieder in einem Aufwärtstrend. Mit den Herren 40 stellt der Club aktuell eine Mannschaft in der Regionalliga Nord-Ost, Die Damen 40 und die Herren 65 spielen in der Nordliga, aus der die Herren 50 gerade abstiegen.
Mit Cheftrainer Tom Tolic (A-Lizenz) und Oliver Warncke-Wittekind (B-Lizenz) stehen dem Verein 2 Übungsleiter zur Verfügung.